# One Piece: Unlimited World Red
One Piece: Unlimited World Red (ワンピース アンリミテッドワールドレッド) est un jeu vidéo d'action-aventure développé par Ganbarion et édité par Bandai Namco Games, sorti en 2013 sur Nintendo 3DS, sortie en 2014 sur Windows, Wii U, PlayStation 3, PlayStation 4, PlayStation Vita, et sortie en 2017 sur Nintendo Switch.
La version de 2017 est quelque peu différente de celle de 2014. En effet, en accord avec son nom, « One Piece Unlimited World Red Deluxe Édition » elle comprend la totalité des DLC sortis pour la précédente version, ainsi qu’un gameplay amélioré, des corrections de bugs et des quêtes en plus.

## Accueil
- Jeuxvideo.com : 16/20[1] - 16/20 (Deluxe)[2]